# Vince McMahon (pankrátor, 1945)

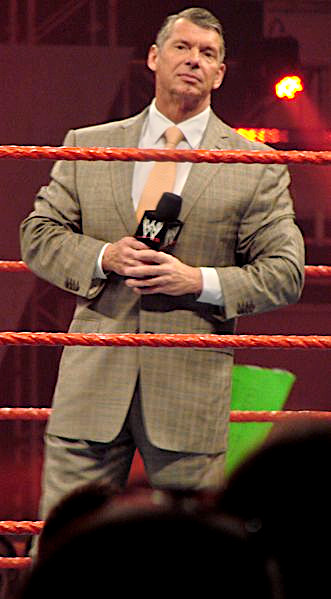
Mr. McMahon 2007-ben

Vincent Kennedy McMahon (Pinehurst, 1945. augusztus 24. –) ismertebb néven Vince McMahon amerikai pankrátor, bemondó, kommentátor, film producer, színész. Ő jelenleg a többségi tulajdonosa, az elnöke, a vezérigazgatója a hivatásos birkózással foglalkozó cégnek, a World Wrestling Entertainment (WWE)-nek.
Vince McMahon kétszeres világbajnok, miután megnyerte a WWF bajnoki címet 1999-ben és az ECW világbajnoki címet 2007-ben. Ezenfelül megnyerte az 1999. évi Royal Rumble-t is.

## Profi pankrációs karrier
McMahon 12 évesen kezdett el érdeklődni a pankráció iránt. Apját, Vincent J. McMahont többször elkísérte a rendezvényekre a Capitol Wrestling Corporation idejében. Ő is pankrátor akart lenni, de az apja ezt nem engedte. 1968-ban lediplomázott a East Carolina University-n, majd alig várta, hogy vezető szerepet kapjon az apja cégében, a World Wide Wrestling Federationban. Az idősebb McMahon nem volt elragadtatva azzal a gondolattal, hogy a fia is belépne az üzletbe, de 1969-ben debütált a WWWF All-Star Wrestling bemondójaként. Ezután különböző televíziós mérkőzések bemondója, kommentátora lett. 1979-ben Vince és Linda megvásárolta a Cape Cod Colosseum és a Cape Cod Buccaneers nevű jégkorongcsapatot. 1984-ben édesapja elhunyt, ezért ő és Linda vette át az irányítást a World Wrestling Federationban. A jövőképe egy egységes pankrációs cég létrehozása volt, ezért a rivális területeken reklámkampányokba kezdett. A rivális cégektől különböző pankrátorokat csábított át; többek között így került a céghez Hulk Hogan, a WWF leendő megasztárja. Ennek eredményeként a WWF képes volt bővíteni a rajongótáborát és országos többséget szerzett. 1985-ben létrehozta a WrestleMania nevű bajnokságot, mely hatalmas áttörésnek bizonyult. 1997. november 9-én megkezdődött az új korszak, amikor a Survivor Seriesen McMahon manipulálta Bret Hartot, a WWF bajnokot. Ezzel bekapcsolódott a WWF kalandokba, mint a "gonosz Mr. McMahon", aki elkezdte a legendás viszályát Stone Cold Steve Austinnal. Nézők milliói követték nyomon a hétfő esti RAW adásokat, a nézettség rekordokat döntött. 1999-ben megalapította a „Corporation” nevű csapatot, melynek tagjai The Rock, Big Show és fia, Shane volt. 1999 végén viszályba keveredik Triple H-val, majd nem sokkal később elnyeri tőle a WWF bajnoki övet. 2001-ben fiával, Shane-nel kerül összetűzésbe, majd még ebben az évben felvásárolja a WCW-t. Ezzel a WWF egyeduralkodó lesz az országban; és emiatt egy újabb viszály kerekedik a WWF és a WCW pankrátorok között. Ezután több pankrátorral keveredik viszályba, többek között Ric Flairrel, Hulk Hogannel, Shawn Michaelsszel, Eric Bischoff-fal, az Undertakerrel, a D-Generation X nevű formációval, majd lányával, Stephanie-val is. 2007-ben megnyeri az ECW világbajnoki címet Bobby Lashley ellen, majd Randy Ortonnal és Bret Harttal kezd el rivalizálni. 2012-ben CM Punk, míg 2013-ban Brock Lesnar tört sok borsot az orra alá.
Híres mérkőzései:
- Shawn Michaels Vs Bret Hart meccs manipulálása (Survivor Series, 1997)
- Vince McMahon Vs Shawn Michaels (WrestleMania 22, 2006, Hardcore meccs)
- Big Show, Vince McMahon, Shane McMahon Vs Triple H és Shawn Michaels (Unforgiven, 2006, 3 a 2 elleni Hell in a cell meccs)

## Magánélete
McMahon feleségül vette Linda McMahont 1966. augusztus 26-án, Észak-Karolinában, New Bern városában. Egy templomban találkoztak először, amikor Linda 13 éves volt, Vince pedig 16. Két gyermekük született: Shane McMahon és Stephanie McMahon, akik mindketten felbukkantak már a WWF/E-ben. Shane elhagyta a céget 2010. január 1-jén, de Stephanie továbbra is aktív szerepet vállal a képernyőn. McMahon-nek hat unokája van: Fiától Declan James, Kenyon Jesse és Rogan Henry McMahon, míg lányától Aurora Rose, Murphy Claire és Vaughn Evelyn Levesque. Veje Paul "Triple H" Levesque, míg  menye Marissa Ann McMahon. Vagyona 2015 elején megközelítőleg 1,2 milliárd amerikai dollár volt, mellyel felkerült a Forbes milliárdosok listájára.

## Bevonuló zene
Peter Bursuker és Jim Johnston - "No Chance in Hell" (1999–napjainkig)

## Eredményei
ECW World Championship (1x)
- 2007.04.29.: Backlash-en legyőzte Bobby Lashley-t egy handicap meccsen.

WWF Championship (1x)
- 1999.09.14.: SmackDownban legyőzi Triple H-t.

Royal Rumble győzelem (1x)
- 1999.01.24.: 56 perc 38 másodperc után Stone Cold Steve Austint ejti ki utoljára a ringből.

## Fordítás
- Ez a szócikk részben vagy egészben  a   Vince_McMahon című angol Wikipédia-szócikk fordításán alapul.  Az eredeti cikk szerkesztőit annak laptörténete sorolja fel. Ez a jelzés csupán a megfogalmazás eredetét és a szerzői jogokat jelzi, nem szolgál a cikkben szereplő információk forrásmegjelöléseként.